# Willy Hansen
Willy Falck Hansen (4 de abril de 1906 — 18 de março de 1978) foi um ciclista dinamarquês que se dedicou principalmente ao ciclismo de pista.

## Carreira amadora
Antes de se tornar um ciclista profissional, Hansen participou de duas edições dos Jogos Olímpicos, em Paris 1924 onde conquistou uma medalha de prata competindo no tandem, fazendo par com Edmund Hansen; e em Amsterdã 1928, ganhando a medalha de ouro na corrida de 1 km contrarrelógio e o bronze na prova de velocidade olímpica.

## Carreira profissional
Como profissional, ele obteve quarenta vitórias, incluindo 25 campeonatos nacionais do ciclismo de pista em diferentes modalidades.